# Митраизъм
Митраизмът е мистериален култ, практикуван в Римската империя от II в. пр.н.е до IV век. В свидетелствата на античните автори се срещат названия като „тайнствата (мистериите) на Митра“ или „мистериите на персийците“, докато названието „митраизъм“ е неологизъм, създаден покрай опитите за негова историческа реконструкция. Преки писмени свидетелства за догмите и съдържанието на култа няма и за тях се съди косвено по запазените материални следи. Известни са над 400 археологически обекта, свързани с митраизма.
Божество Митра фигурира в прото-индоевропейската митология, но днешните изследователи са склонни да приемат, че митраизмът е нововъзникнал култ, който няма реални връзки с предшестващите го вярвания. В по-ранните и все още авторитетни разработки на Франц Кюмон подобна връзка се е приемала без достатъчни уговорки.
Митра е бил описван като sol invictus („непобедимото слънце“), така че той е соларно божество. Местата за неговия култ са станали известни като митреуми, най-често подземия.
Иконографски представителна за митраизма е сцена на бикоубийство (тавроктония; англ. tauroctony). Посветените в култа минавали през поредица от степени, като практикуващите били от различни социални слоеве, включително и роби. Доколкото божеството било закрилник на армията и на договорите, култът бил разпространен най-вече сред римските легионери и дребната аристокрация. В някои провинции в култа участвали и жени.

## Общи сведения

### Митология
За божеството Митра се говори още в най-старите индийски текстове, известни като Ригведа. То е митологично представен в близначна двойка с другата водеща фигура, тази на Варуна и често пъти в химните те са споменати в двойка като Митра-Варуна. Докато Варуна е натоварен с магическата дейност на творящото начало, Митра изпълнява юридическата функция като морален коректив в арийското общество. След отделянето на клонът, чийто продължение са иранските народи, Митра присъства в мидийската, в персийската и в сако-сарматската традиция. В този смисъл той е ирански универсален, независимо от своите локални варианти. Културният синкретизъм и възникналата духовна динамика, в който съжителстват религиозните идеи, водят до промени и пренареждане на представите за Митра. С политическия изгрев на персите Ахемениди, които наследяват придобивките и авторитета на Мидийската империя, идва времето на ранния зороастризъм – учение на иранския реформатор Заратустра (VI век пр.н.е.). Митра е осъзнаван като културен инструмент на системните жертвоприношения на животни сред иранците, а именно този ритуал е заклеймен от Заратустра. В Гатите (песнопения), съставна част от Авеста, които по език и стил се смятат за пряко дело на пророка, Митра отсъства. Спецификите на автентичните родови представи, в които се проявява източноиранският Митра, позволяват да се формулира в науката тезата за един „сакски митраизъм“. Този възглед не е така мистериален като двойника си в западния дял на иранския свят. Изразява се в своеобразни рицарски общности на честта (ассабара – рицар). В сакския митраизъм е по-застъпено конното начало и съответно образът на конния Митра. Друга причина за отхвърлянето му вероятно е неговото минало на Дева. От двете подгрупи на древните божества – Деви и Асури (Даеви и Ахури) – Заратустра определя за почит само асурското начало. Девите са обявени за Зло (за демони). Едва при ахеменида Артаксеркс II (404 – 359 г. пр. Хр.) дискредитираните древни божества Митра и Анахита са реабилитирани и са въведени в зороастрийската обредност. В тази нова йерархия те са с видимо изменен духовен профил, което определя тяхната второстепенност. В зороастризма Митра е възприет като нисше древноиранско(персийско) божество язата (ангел – достоен за почитание).
Същото божество, но съхранило древния си профил, запазва влиянието си в иранска среда предимно в западно и източно направление, където зороастризмът не е така силен. Една от причините е дейността на древните мидийски маги, част от които не възприемат зороастризма. Успоредно с природния култ, който легитимира Митра-Бикоубиец като обект на почит, се утвърждава и един държавен култ към „Набарзе део“ (Непобедимият Бог) или „Сол инвиктус“ (Непобедимото Слънце). Така западната по-консервативна иранска диаспора (Кападокия и Комагена) се оказва предполагаемата началната база на онзи мистериален митраизъм, който към I в. се е разпространявал чрез контингента на наемните войници. Влиянието му плъзва в територията на Римската империя в провинциите на Балканския полуостров с изключение на континентална Гърция, достига на Апенинския полуостров, в Галия, Британия, Мала Азия и в Близкия Изток.

### История
Най-ранните преки материални свидетелства за митраизма са от керамични находки, датирани 80 – 120 г. и един релеф, също датиран около 80 г. Писмените сведения са най-рано от 60 – 70 г., във военните дневници на римските легиони и „Тиваидата“ (1.719 – 20) на Стаций. Между най-старите паметници е този в Карнунт, провинция Горна Панония (CIMRM 1718). Там войниците изразяват предаността си към бог Митра след един успешно завършил поход. До края на II век митраизмът вече се е разпространил не само сред военните, но и сред всички слоеве на обществото – роби, търговци и пр. От този период са датирани и множество малки култови пластики, откривани предимно в граничните провинции.
През III век култът е официално узаконен от римските императори. На много места започват да се изграждат митраеуми. Такива са откривани и във вътрешността на империята. В Рим са открити 12. За значимостта на култа дори и в столицата на империята, освен по многото светилища, може да се съди по големия брой открити паметици – над 75 скулптурни изображения и близо 100 митраически надписа. Има множество такива и на територията на България – край град Монтана се намират останките на един от големите храмове в бившата империя. Митраизмът е засвидетелстван и в обичая на хората да се кръщават с названията на божествата, като с това се смята, че името осигурява закрила, т.е. това е един вид апотропей. В източната традиция името на Митра присъства трайно в антропонимията (Митридат, Михраспанд, и др). В гръцката ономастика такива имена са Митрион, Митроклес, Митродор, Митрофил и др.
Kултът изчезва през 391 г., когато император Теодосий I издава декрет, с който забранява всички езически вярвания и ритуалите, свързани с тях. Знае се обаче, че митраизмът продължава да има свои последователи в някои от кантоните в района на Алпите и на Вогезите и през V век.

### Cакски митраизъм
Народите от Източен Иран, участващи в древната бактрийска общност преди II век пр.н.е. са представители на т.нар. „сакски митраизъм“, който не е подлаган на средиземноморски културни влияния. Той има архаичните белези на родова религия и не е така материално документиран. В него се забелязват основните признаци, характерни за религията на Зурван, познат в Бактрия и Согдиана като Азруа. Важно място заемат Седемте Планети, Календара и Четирите елемента. Наред с това са налице преклонението пред Огъня и Водата. Водеща морална величина е Слънцето. Луната е митологичен авторитет в природен план, тясно свързан със съдбата. Астрономичната ориентация и астрологичните практики са с водещи позиции. Всички тези белези са демонстрирани от религията на древните българи, преселили се от земите на Източен Иран (Балхара, т.е. Бактрия).

## Митраеум
Ритуалът в чест на бог Митра се осъществява в митраеуми (от лат.: mithraeum; от гр.: митраион). Култовото място представлява естествена или изкуствено изградена пещера. Единственият отвор, дори и в случаите когато митраеумът е изкуствено изграден, е входът. Когато светилището е в градска среда, често пъти се помещава в приземен етаж или подземие на сграда. Дори и в този случай светилището трябва да бъде без прозорци, а вестибюлът на помещението (наричан spelaeum или spelunca) е оформян със свод. Един от отличителните елементи на митраеума са подредението покрай стените пейки, а в дъното на светиличето се намира олтарът. Повечето от светилищата събират от 30 до 40 души.
Разпределението на светилищата се свързва с присъствието на хората, посветени в култа. Запазените следи са в по-висок брой, както в Рим и околностите му, така и по периферията на империята. В това се провижда и аргумент срещу идеята за пряка връзка с близкоизточния регион: намерените там митраеуми са от по-късните времена на култа. Предполаганата популярност на култа сред войниците и струпването на легиони по границите на империята се съгласуват с находките.

## Иконография

### Митра, убиващ Бика
Всеки митраеум е декориран с изображение на бог Митра, убиващ Свещения бик. Това е основният мит, описващ природните зависимости на култа. Сцената на жертвоприношението пресъздава една природна криза. Астрологичният символ на Скорпиона под гениталиите на Бика е знак за предизвестена смърт. Обществените очаквания са за излизане от тази криза. В случая Митра е културният герой, който е натоварен чрез акта на предизвиканата смърт да извести ползите, т.е. формите на възкръсването. Природното „убиване“ в случая пресъздава семантиката на край, т.е. актът сочи есента. Но скритата цел и смисъл на ритуалното убийство е пролетта. Като мъжки символ на плодовитостта Бикът е жертван, за да даде жизнени сили на земята. Убийството на бика символизира новия живот. От кръвта му се раждат всички полезни растения. Змията, символ на земята и на вечното прераждане е агент на природното възкръсване. Символът на Кучето, изобразявано пред затихващия Бик, пресъздава друг природен гарант Пазител в отвъдното. В погребалните практики на древните иранци кучето е свързано именно с идеята за Душата, а представата за място на душите е Луната. Ето защо според митраисткия мит отровеното семе на Бика е пречистено от Луната, където душата му е пазена от Кучето. В някои случаи скулптурната група включва изображения на гарван или малък лъв. И двата символа имат отношение към Слънцето – гарванът е слънчев вестител, а лъвът е символ на деня и на огъня. Малкият лъв показва сезонното състояние на Слънцето, когато имаме кратък ден и дълга нощ.

Култът към Митра е умерено дуалистичен. Той носи наследствени белези от стария ирански зерванизъм, издигнал Времето като Първопричина. Митраизмът не разглежда света като два полюса от Добро и Зло, какъвто е той в представите на зороастризма. В митраистките престави на преден план са изведени космичните тенденции и изборът на подходящо поведение спрямо тях. Важно място заема и Съдбата, т.е. предопределението. Ето защо дуалистичният сигнал в митраизма протича по-скоро като отношение върху опозицията Небе-Земя, а не върху морализаторското деление Добро-Зло. Иконографската схема Митра Бикоубиец е митологична конструкция на представата за победата на жизненото начало над смъртта, възприемана като временно състояние, за триумфа на живота. Персонажите на умалените подгласници на Митра, обикновено изобразявани вляво и вдясно от композицията, като държащи факли (единият е с вдигнат, а другият с наведен факел) са Каутес и Каутопат. Те са небесните близнаци Светлина и Мрак, които придават общовалидност в този акт на Митра.

### Други иконографии
Друга не толкова популярна иконография е Митра, който се ражда от зодиак, оформен като яйце. Някои автори определят този персонаж като Богът на Времето (Айон, Зурван) – върховен бог в митраизма. Такова изображение, изработено от бронз, е намерено близо до Стената на Адриан. Друг интересен елемент от него е, че вътрешната страна на наметалото, с което е облечен, изобразява звездното небе. Този елемент също насочва към атрибутите на Времето.
Надписи, намирани в античен Рим, подсказват, че Митра може да бъде видян и като орфическия бог-създател Фанес. Такива белези се наслояват поради силните позиции, които достига митраизма сред тракийските елементи във Фригия. Поради това римляните често наричат Митра фригийски бог.
В митраистката традиция се срещат изображения на бог, понякога с лъвска глава, раждащ се от Световното яйце. Тази метафора се отнася по-скоро за началото на Времето, когато светът започва да съществува. Ето защо в семантиката на Първопричина, връзката между символа на яйцето и Върховното (бога Време – Айон, Зерван, Кронос) е по-достоверна. Връзката с тази иконография е повече от явна. Барелефът от музея на Модена с изображение на бога Време (опасан от Световната Змия), който се ражда от яйце, се отнася към същата група. В това изображение по яйцето са изобразени дванадесетте зодиакални знака – също както и при бронзовата скулптура, открита близо до Стената на Адриан.
Някои изследователи смятат, че за участниците в култа Митра е медиатор между долния и горния свят. Това потвърждава умереният дуализъм. Други, опиращи се на теориите на Джеймс Фрейзър, определят митраизма като мистичен култ, свързан с идеята за прераждането. Така култът към Митра може да се определи като аналог на култовете към Изис или Деметра от Елевзинските мистерии.
Релефи върху съдове, открити близо до Майнц, описват посвещаването в митраизма. Върху една купа е изобразено как посвещаваният е легнал, а до него стои жрецът – застанал ничком и с маска на бог Митра. Другото изображение от съда е това на чудото с водата, което би трябвало да се разиграва повторно и в ритуала – Митра изстрелва стрела към скала и от това място бликва вода.

## Йерархия
Йерархията в култа е строга. Сановете са седем на брой като всеки новопостъпил в обществото е длъжен да премине през първите 4. Те представляват 4-те нива на развитие на човешката душа:
- Гарван (Corax)
- Младеж (Nymphus)
- Войник (Miles)
- Лъв (Lео)

Останалите три (височайши) сана са:
- Персиец (Perses)
- Вестител на слънцето (Heliodromus)
- Жрец (Savcerdos или Pater)

Знае се, че мястото на човек в тази йерархия не зависело от социалното му положение. Робът можел да бъде жрец (Savcerdos), а аристократ примерно гарван (Corax). По време на празненствата почитателите на култа се обличали точно като войници, лъвовове и т.н., според мястото си в йерархията.